# Trás-os-Montes

locatie Trás-os-Montes

Trás-os-Montes (Portugees voor 'over de bergen') is een bergachtige landstreek in het noordoosten van Portugal. Het is het armste en meest onherbergzame gebied van het land en kent drie subregio's: Chaves, Valpaços en Planalto Mirandês. In Trás-os-Montes bevinden zich twee natuurparken: Parque Natural de Montesinho, bekend om zijn grote populatie Iberische wolven en de vele kastanjeboomgaarden, en Douro Internacional, in het dal van de rivier de Douro.